# Ossipee (New Hampshire)
Ossipee è un comune degli Stati Uniti d'America, capoluogo della contea di Carroll nello stato del New Hampshire.